# 上梁

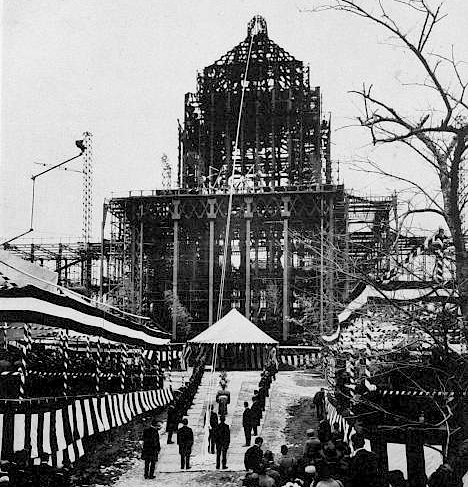
日本國會議事堂於1927年4月7日舉行上棟式

上梁是指东亚传统文化中，安装屋顶最高那根大梁（又称主梁、中梁、棟）时所举行的仪式，据各地不同的民俗，又称上梁式、上梁仪式、上樑式、上樑仪式、上栋式、上栋仪式、上栋祭。

## 历史渊源
上梁仪式早在古代中国土木建筑出现时就已存在，但迟至魏晋时才有明确文献记载，到明清时广泛流行于中国各地，并最迟于万历年间就形成了一套成熟的仪式。
在古代中国民间建房迁居民俗礼仪所包括的选址、动土、立(中)柱、上梁、立门、竣工和迁入一系列仪式中，上梁最为重要。
上梁源于远古时代中的拜物教，那时先民相信万物有灵，树因神灵依附在上方能成活，若神灵离开则死。此外，先民还相信死者的灵魂也会依附于树，让树有生命，会随着树的死亡而失落和消亡。树被砍到、锯断后神灵可能还会依附其上，成为游魂野鬼，所以须举行祭祀仪式来向神灵谢罪和感恩，以求神灵的原谅和保佑。由于树木对环境保护至关重要，先民遂认为树及树神可使艳阳普照、行云降雨、庄稼丰收、六畜兴旺。原始社会中，树的顽强的生命力和旺盛的繁殖力也被先民以巫术来崇拜和借用，以期人类也能像树一样繁衍兴旺。而房屋乃人们繁衍生息、孕育生命之地，因而在几千年中国农耕社会里的生育信仰和生殖崇拜中格外重要，中国进入封建社会后儒学兴起，生儿育女、传宗接代、置地建房成了人生中成家立业的头等大事，而程朱理学更是特别强调“不孝有三，无后为大”，因此反映先民对树神之崇拜的上梁这种祈吉礼仪得到了进一步传承和强化。成此，过去中国各地建房时，祈子仪式就成了必须举行的上梁式里所不可分割的一部分，所以过去中国民间有 “房顶有梁，家中有粮，房顶无梁，六畜不旺。”和“一家不可无主，一屋不可无梁。”之俗语来说明盖房、娶亲、生孩子这三件人生大事。
除祈福求子外，上梁在古代中国另一重要目的为驱邪消灾。中国古代民间信仰认为房屋里不光有人畜居住，还会有各种神祇、祖先亡灵，并会有游魂野鬼、恶魔邪灵闯入滞留。所以人们在建房时会举行各种祭祀仪式，来安抚、拜谢神祇，驱除一切妖魔鬼怪，以求吉利，上梁便是其中一种。其他文化中建房时也有类似中国上梁形式的祭祀，以祈求树神保佑，对住进新屋的人不降任何灾难。祠堂、宗庙、寺院、庙宇、官邸、王府、宫殿上梁时会于在屋内高处放置木头或金属牌子，上有工程名称与上梁时间、业主、设计者、捐赠者等，及诸如六合方位祝祷之类的建筑相关资讯，为上梁记牌。若用石碑刻制，则为“上梁文碑”；若直接记录在建材上，则为“上梁铭”。现于中国大陆，由于城镇化和城市中新建民居多为高层建筑，上梁之俗已趋式微，多只在农村尚有所保留。
除华人地区外，日本、韩国、越南、琉球等地也有上梁仪式。

## 具体步骤
华人地区举行上梁式时虽因各地习俗相异而有所不同，但因均按古籍黄帝宅经而运作而总体相似。上梁须依次行以下礼仪：
- 选梁：“梁”偕音“良”，中国民间因此因寓意选良才。所选树木须笔直参天，上下大小一致，无虫蛀、雷击，鸟兽筑巢的痕迹。更重要的是树木本身须枝繁叶茂，周围须长满小树，以寓意多子多孙，所以不能选独木。[7][2]由于选梁过程繁琐，一般均不能与下一步发梁同日完成，所以选好树木之后，建房之人家会放一挂鞭炮，再于树上系上红绸带，以示他人此树已被选定，别人见此也不会损坏此树。[7]
- 发梁：“发”偕音“伐”，中国民间因此称“伐梁”为“发梁”来寓意上梁大发，以讨吉利。[7]伐木前需到山上点香燃烛、烧纸钱先祭拜过山神土地。[12]发梁时须选良辰吉日，伐倒树木时须向南，不能朝其他方向，且砍树时决不能伤害到周围小树。[2]
- 迎梁：梁木伐倒后砍去杂枝，便可抬回。很多地区须将梁木贴红纸或披红毯，路上鸣炮抬回，此为“迎梁”。[13]
- 偷梁：中国很多地区有“偷梁”习俗，即以偷伐来的树木制梁为吉。房主会在树墩旁放个装钱的红包，然后特意让看林人察觉自己的行踪。[11]被盗伐之人家发现后自然大骂，却并不索赔，此乃民俗中“越骂越发”之吉兆。[14]在很多地区被盗者会上门责问：“该不该罚（发）？”房主则连声答：“该罚（发）！该罚（发）！”由谐音而取好运。[11]
- 製梁：製梁即把圆形树干加工成方形大梁。同发梁一样，製梁也须选择良辰吉日。动工前木匠须先上三支香，再放二响鞭炮，然后才开始制作。[2]因房屋乃人们生息繁衍、孕育生命之地，建房时所进行的祈子形式之一就是製梁时于梁上雕饰生殖象征物，这和建房时埋磨盘的习俗是一样的。[1]由于中国传统上认为房事虽不洁，但因性交代表处于顶点给人生命的阳气，却是大吉大利的。因而在中国古代民间信仰中，反映行房的春宫画可以驱走代表黑暗的阴气。[15][16][17][18][19]另外，古人认为鬼魅能在不开启人们箱笼、门窗、柜橱、盒袋或锁的情况下窃走财物。[20][21][22]而性乃污秽不洁之事，鬼魅遇之就避而远之，不敢来行窃了；如以春宫画贴门上则鬼不敢进，巾灶头上可驱鬼避邪、防火消灾等等。所以春宫图在古代中国还被认为有邪避邪消灾的功效。[15][16][17][18][19]古人因此将春宫画挂在房梁上用于避火驱邪，[23]明朝更时兴将春宫图贴在大门上防鬼。[20][21][22]过去製梁时于梁上凿刻行房姿势的浮雕就是体现这种广泛的古代民间信仰。虽朝廷于康熙五十三年(公元1714年) 为纠正社会风气而颁布法令，使春宫画随之走向衰落，[15][16][17][18][19][24]但此俗在中国民间依然久盛不衰，直至文化大革命才完全绝迹；民间对策是以雕饰生殖象征物来代替行房姿势的浮雕。[1]
  - 画梁：在下方平面画上福禄寿喜、五谷丰登、人财两旺、龙凤呈祥的图案。[25]自明朝至1940年代末期，为辟邪也有将春宫画直接绘于梁上的，但此俗于中国大陆已于1950年后绝迹。建新居时要请文人于梁的一端写竣工时间，另一端写建造人或建造团体。[26]
- 寄梁：梁製好后，若尚未赶上良辰吉日上梁，则须先「寄梁」，即把製好的梁寄放在庙内或清净处所架起来，上香参拜，等候上梁吉日。因为旧时中国民间信仰认为经由动斧日动斧后的梁木已是有「梁神」在内的圣物，不可遭人任意触摸而受到污染。梁中央以红丝线绑「大百寿金」，两末端用红纸圈起来。[27]
- 讚梁：寄梁时房主须先跪拜正梁，拜后木匠开始讚梁。赞词都是祝福主人吉利和颂扬鲁班之语，如：“金斧响到东，文武在朝中，金斧响到西，福寿与天齐”；每唱一句，众人都要和一声“好啊！”此为“接口彩”。[14]
- 暖梁：中国民间信仰认为正梁乃屋神的象征，忌人跨越践踏和玷染污秽。[14]同时由于寄放处乃清净偏僻之地，寄放的正梁因此须每夜派人守护，[11]以防遭鼠咬、被盗、损坏及其它意外。
- 立柱：上梁前须先完成立柱。立柱是指木工完工后，将屋架构件搬到新房地基上竖起来，又称“起屋”或“竖屋”。“立柱”时屋主的亲朋都带着礼物来祝贺，凑齐三牲(猪肉、鱼、鸡)祭品，和帮工一起帮忙、敬神祇。[11][28]每竖起一列，都要燃放鞭炮。之后村里各户都送点心到工地上慰劳工匠和帮工。构件立好后，前后堂柱上均要贴上大红喜联，前堂贴上用红纸写的“紫微高照”或“吉星高照”四字，[11][28]正厅立柱上贴“立柱喜逢黄道日，上梁巧遇紫微星”、 “吉星照佳地，紫气拂新梁”、“竖千年柱，架万代梁”、“吉日良辰临门庭，鲁班门人显神通”、“新屋落成三代喜，全家和睦万般新”之类的红色喜联，[29][29][30]主梁上贴有“文昌到宫”、“飞熊镇宇”、“福星高照”或“万年宝盖”等字的横批。[28]
  - 宴煞：中国民间信仰公鸡属阳，鸡血能辟邪，所以立柱时先杀一只公鸡，焚香燃纸，将鸡血涂在每件屋架构件的每个柱头上，涂完所有屋架构件后，方可将屋架构件逐一竖起。[31]
  - 发锤：宴煞后，木匠手提木锤，立新房基上，高吟吉语。吟毕用锤击向木柱，之后便可竖柱了。发锤是种为趋吉避凶，祈望立柱能顺利进行的祈福仪式。[12]
- 请梁：将寄存于庙中或清净处的正梁移至正屋的厅堂中。部分地区则简化为将梁从寄放处直接移至新址的正屋厅堂，[11]但此举只限于新居；修建新祀堂时梁必须先从寄放处移至旧祀堂的厅堂，再移至新祀堂，以示传承。在抬运的过程中，正梁不可落地。[14]
- 遊梁：绝大部分地区请梁时，并不直接从旧居直抵新居，而是绕村一周，沿途鸣放鞭炮、敲锣打鼓吹唢呐，然后才到新址。[11][26]
- 抬梁：请梁时房主选生肖较好 (如属龙、虎)的人抬梁，[32]以图吉利。修建新祀堂时，则按每位捐款者出资多少抬梁，捐款最多者在抬梁队伍中排第一位。
- 扶梁：请梁时房主选德高望重、子孙昌盛的长者抬梁时扶着梁，[32]以图吉利。修建新祀堂时不看子孙多少，须请宗族中辈份最尊贵者扶梁。
- 守梁：旧时迷信者上梁前一夜须防女眷、家禽等阴秽之物接近正梁。[28]另外，所选上梁日期、时辰不能和房主一家任何人的生肖相冲，要和主人的生辰八字相合；所以，次日上梁时如生肖与良辰相冲、相克的外人也要回避。[28][2][30]
- 拜梁：房主全家从长到幼，于新址结对跪拜正梁。[11][26]
- 祭梁：祭梁分两部分。其一为房主于上梁前一日备好香烛祭品，由众匠人在匠头的带领下赴鲁班庙和土地庙等祭拜鲁班、土地和龙神，以求上梁成功，施工顺利。[31][14]
- 遣煞：此乃祭梁之第二部，为上梁之日宰杀公鸡，先涂鸡血于梁，[14][33][26][34]再以鸡血祭正厅东南西北四个方位，亲友尾随之，用桃枝敲打筛子，以示驱除煞星。[28]
- 浇梁：遣煞后由匠头接过房主手中酒器，向诸神和鲁班敬酒，请求护佑主梁起升顺利；同时，向正梁敬酒致意，请求赐福给房主。[28][25]
- 点梁：木匠手提酒壶，以酒浇梁，边浇边吟吉语，例如：“美酒用来点梁头，主家世代出公侯。美酒点到梁腰上，主家蓝衫换紫袍。左点出阁老，右点出宰相。恭喜主人家，打红伞、坐八轿，儿子儿孙戴乌纱帽。”[12]
- 钉梁：用块红布以凌形安放于梁的正中，用方孔铜钱或上梁钱将四角扎紧，然后用钉在中心钉上枚银元或上梁钱，边钉边吟吉语。[12]部分地区不钉红布、钱币，而钉八卦图。
- 开梁：开梁是开梁口的简称。开梁等到即将升梁前的时候，才临时完成的。开梁口的工作须由最资深、最德高望重的木匠来完成。正梁需经木匠师傅精心开个八分宽的口，边开边吟吉语。[12]梁两端分别写上“文东”、“武西”，寓意着主人发家指日可待；两端内外侧雕饰月形花纹。[14]
- 定梁：将装有金银首饰、金币、银元的红布袋吊在梁上，部分地区则还要再挂一只米筛和一面铜镜，象征千只眼、照妖镜，以驱赶鬼怪。[11]依各地不同风俗，出上述物品外，很多地区为辟邪还须加挂剪刀和小八角锤。[33]由于先民建房时祈子仪式和生殖崇拜之遗风、以及中国民间信仰广泛认为性交能辟邪，因而自明朝至1940年代末，民间定梁时红布袋里也放春宫画和秘戏钱。[23][22]此外，过去也流行用祈求平安顺利的上梁钱，[35]秘戏钱即为其中之一。其它上梁钱中既有特制的，如刀、布形的“福州圣庙正殿上梁钱”等；也有用八卦等花钱或“太平通宝”等古钱作为上梁钱。[36]
- 压梁：用亲友送来的谷物装入红布袋，上书“紫微銮驾”等字，压在梁上，寓意五谷丰登。[37][38]有的地方在红布的底端缝上一双布鞋垫，寓意给新房主铺垫家底。[2]有些地方会将文房四宝、老皇历等物一同裹入红布内并用系有铜钱或上梁钱的红线缠紧。[25]
- 缠梁：梁的两端缠红布或红绸，[39]在梁上左侧缠绕三圈、右侧再缠绕三圈，边缠边因吉语，例如：“贤东送我一匹绸，此绸出在苏杭州，左缠三转出宰相，右缠三缠出公侯。”。[34]缠梁时如何缠十分讲究，必须能让以后除去红绸时，一拉就能把绸缎和其外面裹的红布一起拉下，并保持绸缎和红布完整无损。很多地区缠梁时会在梁上加贴红纸挂条，上画八卦图，或写“上梁大吉”、“姜太公在此”等条语。[25]
- 包梁：梁上包上红布，两端各插一束金花，梁中间插万年青，寓意万古常青。[14]
- 升梁：由匠人把正梁升至屋顶。升梁时鞭炮齐鸣，上梁匠人要唱上梁歌，并高喊：“上啊，大吉大利！”等吉语。木匠和泥瓦匠缘梯而上登屋脊时要各自带一包用于稍后接包和抛梁时的食品，而这其中也有讲究：所用面食如馒头、喜粿、糍、粑粑、糍粑、打糕之类多需盖印，但因为红代表火，所以不能盖红印，怕房子着火。而绿为水，有避火之意，因而面食上盖绿印。[30]升梁时木匠在东，泥瓦匠在西，各自拉根以红带缠绕的绳子，称龙绳，[12]提升正梁，[29]边提边吟吉语，例如：“金梁系在半空中，摇摇摆摆成金龙。我问金龙哪里去，一心要登紫微宫。两条玉龙盘玉柱，两只凤凰栖当中。一片红云请玉皇，保举主家成富翁。”[12]升梁时部分地区要求将正梁平稳向上，忌讳一高一低；[28][26]但有些地方升梁时则须梁的东端高于西端而上，因为东端代表“青龙”，西端代表“白虎”，按堪舆学“白虎”须低于“青龙”。[2][25][33]
- 敬梁：正梁合榫(又称按梁)之后，将酒滴在梁上敬梁，[31][25]为新屋祈福，以求以后施工顺利，因梁于合榫之后已成新屋的一部分了，并用木锤敲击合榫处三下，边敲边吟吉语，例如：“日出东方喜洋洋，宝地上面建华堂。前面建的状元府，后面造的宰相堂。东西两边金银库，南北尽是积谷仓。凤凰不落无宝地，诸侯出在你府上。”之后掷锤于地，吟吉语：“金锤落地，买田买地。”[12]
- 接包：又称接宝。[28][29]敬梁后，匠人将红布包好的食品一边吟吉语，一边抛入由主人手中的箩筐、红被单[26]或围裙中，寓意接住财宝。[2][28][25]接包时房主夫妇立于梁下，匠人首先高喊：“第一双馒头给当家，年年发财代代强！”接着将一双馒头抛给男主人。然后，匠人高喊：“第二双馒头给主妇，家庭和睦幸福长！” 接着将一双馒头抛给女主人。[30]很多地区须将装有谷物的红布包再抛给房主，由其放入谷仓，以求来年五谷丰登。[14]有些地区另外还有将一只写上“宝”字的馒头，用红线从梁上挂下来，让主家的儿孙们争抢的习俗。[29]
- 抛梁：又称达梁，[12]主人“接包”后，匠人将食品、钱币、小八角锤等一边吟上梁文，[40]一边从梁上向下抛向四周，让众人争抢，以讨彩头。[14][30]人越多东家越高兴，寓意“财源滚滚来”。[2]不少地区被抛的食品中的一颗馒头里有枚硬币，谁抢到谁吉利。[29]
  - 上梁文：上梁文就是现在的喝彩吉语，其俗自古有之，伴随上梁式同时出现上梁文。被称为上梁文之母的最早的上梁文乃北魏温子升所著《阊阖门上梁祝文》。[41]上梁文语句多生动押韵，通俗易懂，内容丰富，均为祝福、捧呵之意；[42][43]例如：“抛梁抛到东，东方日出满堂红；抛梁抛到西，麒麟送子挂双喜；抛梁抛到南，子孙代代做状元；抛梁抛到北，囤囤白米年年满。”[2][25]
- 照梁：这一原来广为流传的古老的习俗现已不多见，多只于客家人中尚有保留。照梁为匠人从屋脊下来后，用香烛或火把将所有木料、墙壁等照一遍，以驱邪气。[40]
- 晒梁：抛梁、照梁完毕，众人退出新屋，让太阳晒一下屋梁，此乃晒梁。[2][2][28][25][40]
- 封梁：旧时迷信者因建房逢“不利”年份，上梁时，要由木匠“封梁”(即在梁上垫一块薄木片)。“封梁”不影响建房，房建好后，过年时不贴对联，春节时也不放鞭炮。值“利年”，才重请木匠“开梁”，取出小木片。
- 贺梁：晒梁时众匠人在匠头的带领下向房主道贺，房主回敬红包。[31][12]
- 上梁宴：又称上梁酒、[30]扇架酒、待匠，即房主最后设宴款待木匠、泥瓦匠、石匠、铁匠、画匠等众匠人；和其他出资、出力，参与建房的人们，及前来贺喜的宾客。[11][2][40][34]木匠和泥瓦匠坐首席。[33][26]